# Festivalbar 2007 (compilation)
Festivalbar 2007 è una compilation di brani musicali famosi nel 2007, pubblicata nell'estate di quell'anno in concomitanza con l'edizione omonima del Festivalbar. La compilation, in realtà divisa in due diverse pubblicazioni e differenziata con copertine "rossa" e "blu", è composta da due cd da 20 tracce l'uno. Rispetto al passato, questa compilation appare meno ricca, per la presenza di soli due cd rispetto ai quattro come da tradizione. Inoltre c'è un notevole restyling del logo del Festivalbar.

## Compilation rossa
1. Nelly Furtado - Say It Right
2. Zucchero - Un kilo
3. Gwen Stefani feat. Akon - The Sweet Escape
4. Biagio Antonacci - Sognami
5. Mika - Grace Kelly
6. Francesco Renga - Cambio direzione
7. Just Jack - Starz in Their Eyes
8. Finley - Adrenalina
9. Bob Sinclar - Sound of Freedom
10. Take That - Shine
11. Simply Red - Stay
12. K-os - Sunday Morning
13. Tiromancino - Angoli di cielo
14. Joss Stone - Tell Me What We're Gonna Do Now
15. Tokio Hotel - Monsoon
16. Vanilla Sky - Break It Out
17. Nate James - Back to You
18. Thirty Seconds to Mars - From Yesterday
19. Timbaland feat. Justin Timberlake e Nelly Furtado - Give It to Me
20. Robbie Williams - Bongo Bong and Je ne t'aime plus

## Compilation blu
1. Avril Lavigne - Girlfriend
2. Negramaro - Parlami d'amore
3. Irene Grandi - Bruci la città
4. The Fray - How to Save a Life
5. Le Vibrazioni - Dimmi
6. Raf - Salta più alto
7. Travis - Closer
8. Zero Assoluto - Meglio così
9. Daniele Silvestri - Gino e l'Alfetta
10. Elisa - Stay
11. Fabrizio Moro - Fammi sentire la voce
12. Justin Timberlake - What Goes Around... Comes Around
13. Nek - Nella stanza 26
14. Simone Cristicchi - L'Italia di Piero
15. Christina Aguilera - Candyman
16. Neffa - La notte
17. Anggun - I'll Be Allright
18. Pino Daniele - Rhum and Coca
19. Dolores O'Riordan - Ordinary Day
20. Max Pezzali - Torno subito

## Classifiche

### Versione rossa
| Classifica (2007)                     | Posizione |
| ------------------------------------- | --------- |
| Classifica degli album italiana       | 1         |
| Classifica di fine anno italiana 2007 | 24        |

### Versione blu
| Classifica (2007)                     | Posizione |
| ------------------------------------- | --------- |
| Classifica degli album italiana       | 1         |
| Classifica di fine anno italiana 2007 | 17        |